# Produtos Kosher

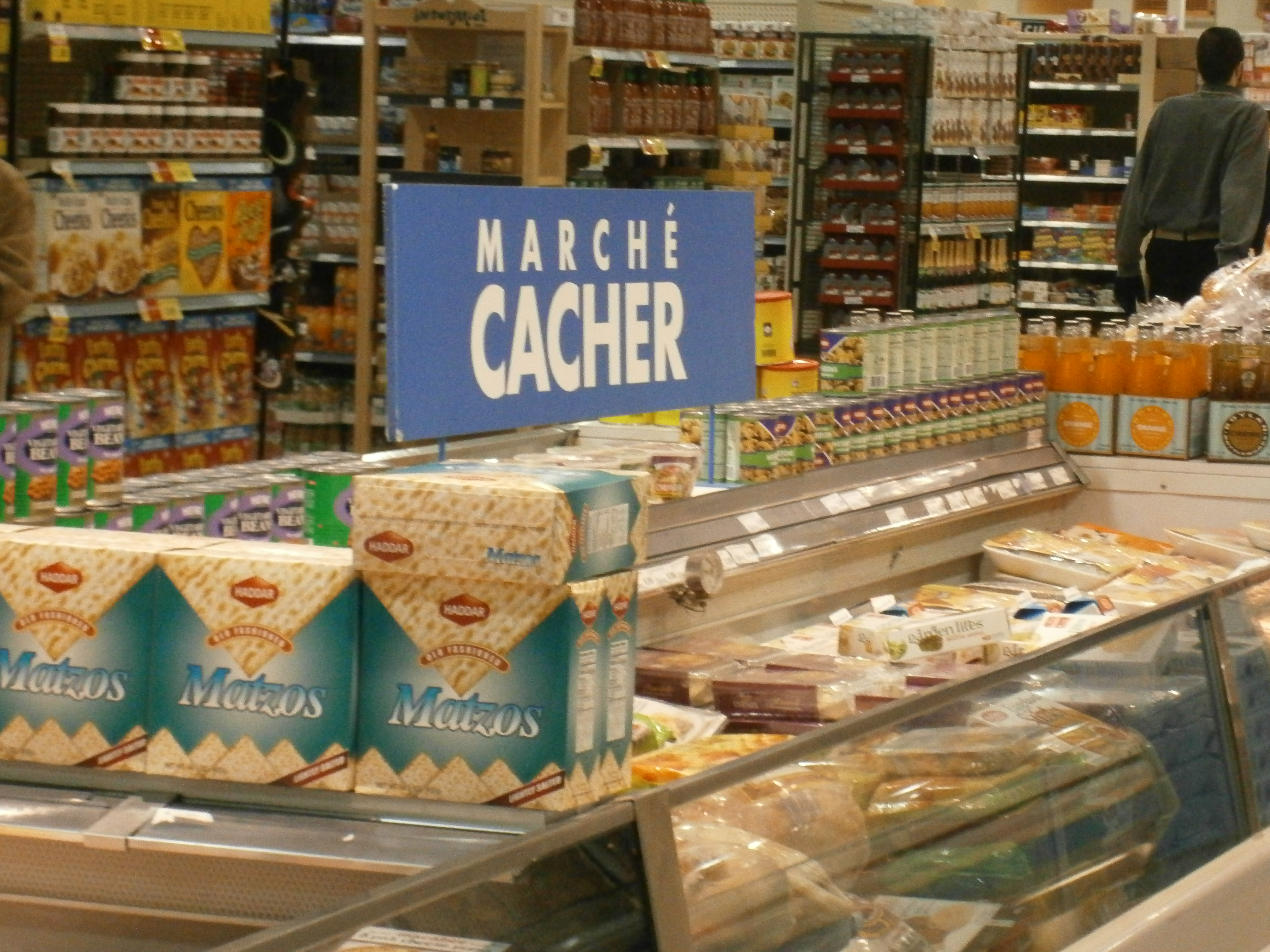
Produtos vendidos em supermercado canadense

Produtos kosher, ou alimentos kosher, são todos aqueles que obedecem à lei judaica. Algumas características podem fazer com que os alimentos não obedeçam a essa regra, como a mistura de carne e leite, produtos de Israel que não foram pagos de forma justa, a utilização de utensílios de cozinha que foram anteriormente utilizados em produtos não Kosher. A carne bovina judaica passa por um processo de retirada do sangue onde as peças (quartos dianteiros) são imergidas em água gelada, retiradas para serem salgadas com sal grosso e, após isso, são imergidas novamente em água gelada para retirar totalmente o excesso de sal.  
Enlatados e demais alimentos industrializados só poderão ser consumidos se a embalagem indicar que o produto é kosher. Nestes casos, aditivos como óleos e temperos também devem ser verificados.  
Para certificar estes produtos, um selo específico é colocado na embalagem, indicando que aquele alimento passou por uma confiável supervisão e pode ser consumido com segurança pelos seguidores da kashrut.